# Daughter
Daughter (inaczej ohDaughter) – brytyjski zespół muzyczny z Anglii grający muzykę z kręgu niezależnej, tj. indie folk, art pop i indie rock. Został założony w 2010 przez pochodzącą z Londynu Elenę Tonrę, szwajcarskiego gitarzystę Igora Haefeliego oraz francuskiego perkusistę Remiego Aguilellę.

## Dyskografia

### Albumy
- 2013: If You Leave (4AD)
- 2016: Not to Disappear (4AD)
- 2017: Music From Before The Storm (4AD)
- 2023: Stereo Mind Game (4AD)[3]

### Minialbumy
- 2010: Demos EP (wydanie własne)
- 2011: His Young Heart EP (wydanie własne)
- 2011: The Wild Youth EP (Communion)
- 2011: Daytrotter Session (Daytrotter)
- 2014: 4AD Sessions EP (4AD)

### Single
- 2012: „Smother / Run”
- 2013: „Still”, „Human”, „Youth”, „Amsterdam”
- 2014: „Winter”, „Winter (Warpaint Remix)”
- 2015: „Doing the Right Thing”, „Numbers”
- 2016: „The End”
- 2023: „Be On Your Way”[3], „Party”, „Swim Back”